# پتله پلو
پتله پلو یکی از غذاهای سنتی ایران است که در استان مرکزی و شهرستان ملایر همدان تهیه می‌شود.
برای درست کردن پتله ابتدا گندم را پس از تمیز کردن از سنگ و شن و پوش و آشغال، می‌شستند و سپس آن را می‌جوشاندند و بعد در مقابل آفتاب پهن و خشک می‌کردند. بعد از خشک شدن، آن را در گودالی به نام دیبک ریخته و با چوب دیبک‌زنی (که یک تیر کوتاه چوبی بود و در اطراف آن یکی دو دستهٔ چوبی کار گذاشته‌بودند) که به‌وسیلهٔ دو نفر زده می‌شد کوبیده و پوستش را می‌گرفتند. بعد از اینکه در دیبک پوست گندم گرفته شد آن را در دستاس (که نوعی آسیاب دستی و کوچک خانگی بود) می‌کشیدند تا هر دانهٔ گندم به دو یا سه تکه شکسته یا نیمه بشود.
مواد اولیهٔ تهیهٔ این غذا شامل پتله، گردو، لوبیا چیتی،و ماش برنج است که به‌صورت دَمی پخته می‌شود.

## جستارهای همانند
آش شل پتله